# Comuna Burtî, Kaharlîk
Burtî (în ucraineană Бурти) este o comună în raionul Kaharlîk, regiunea Kiev, Ucraina, formată din satele Burtî (reședința) și Ocereteane.

## Demografie
Componența lingvistică a comunei Burtî
     Ucraineană (97%)
     Rusă (2,75%)
     Alte limbi (0,25%)
Conform recensământului din 2001, majoritatea populației comunei Burtî era vorbitoare de ucraineană (97%), existând în minoritate și vorbitori de rusă (2,75%).